# Val-d'Étangson
Val-d'Étangson è un comune francese di 531 abitanti nel dipartimento della Sarthe, regione dei Paesi della Loira. È stato costituito il 1º gennaio 2019 dalla fusione dei comuni di Évaillé e Sainte-Osmane.

## Società

### Evoluzione demografica
Abitanti censiti